# Hartwig Bleidick
Hartwig Bleidick (26 dicembre 1944) è un ex calciatore tedesco, di ruolo difensore.
Ha partecipato con la Nazionale di calcio tedesca occidentale ai Giochi olimpici di Monaco di Baviera 1972.

## Carriera
Bleidick giocava a livello dilettantistico nella squadra di Soest quando fu notato dagli osservatori della Federcalcio tedesca che stavano cercando giovani talenti non professionisti per mettere insieme la squadra olimpica per le Olimpiadi di Monaco di Baviera 1972. Bleidick fu allora mandato a fare esperienza al Borussia Mönchengladbach dove divenne titolare in Bundesliga nonostante il contratto da dilettante, necessario per non perdere il diritto a partecipare ai giochi olimpici. Con i bianconeri giocò per 5 anni ottenendo 114 presenze e sei reti nella massima serie vincendo due campionati e una coppa di Germania. Nel 1971 il C.T. Helmut Schön lo convocò nella Nazionale maggiore con cui collezionò due presenze. Nel 1973, dopo aver preso parte l'anno precedente con scarso successo alla spedizione olimpica, lasciò il Borussia dove ormai trovava sempre meno spazio per andare a giocare con i dilettanti del Borussia Lippstadt.

## Palmarès
- Campionato tedesco: 2

1970, 1971
- Coppa di Germania: 1

1973